# Preciziei (metropolitana di Bucarest)
Preciziei, precedentemente nota come Industrilor, è una stazione della linea M3 della metropolitana di Bucarest.
La stazione si trova nella zona industriale del quartiere Militări e si interscambia in superficie con la linea tranviaria 25.
Il nome della stazione è stato cambiato nel 2009 in seguito a dibattiti pubblici, ai quali hanno partecipato i residenti della Capitale e l'Agenzia delle strategie di governo della Romania.